# Diari d'hivern (Paul Auster)
Diari d'hivern és una novel·la autobiogràfica de l'escriptor nord-americà Paul Auster, publicada el 2012 i traduïda i publicada en català el mateix any per Albert Nolla a la col·lecció El balancí d'Edicions 62.

## Argument
Com el títol de la novel·la indica es tracta d'un diari personal de l'autor escrit un hivern, en el qual repassa tot un seguit d'experiències vitals que li permeten demostrar que està viu i com ha arribat al lloc on és ara. Ara bé, l'hivern és la metàfora del que veu com a inici del declivi vital i per això decideix escriure'l. L'estructura del diari, però, no és cronològica i amb dates fixades, com marca el gènere, sinó que les informacions apareixent com un flux d'idees sense massa relació. Ara bé, en conjunt, totes aquestes idees ens porten a un punt concret, el resultat d'una vida i en certa manera la por a deixar d'existir, aquesta darrera reflexió hi és molt present. Malgrat la manca d'estructura aparent, sí que podem trobar alguns temes concrets i ben definits, comença explicant la seva infantesa, com pren consciència de qui és, alhora que remarca com malgrat molts accidents l'atzar ha fet que continuï viu, cosa que no pot explicar de gent que l'envoltava. També aporta moltes informacions de totes les cases on ha viscut i les experiències vitals que ha hagut d'afrontar en cada una d'aquestes, en especial els anys de formació que va passar a França i com es va adaptar a la vida en aquest país. Els amors i les relacions de parella, així com les relacions amb familiars a partir de moments clau de la seva vida: la mort del pare primer, de la mare després i del seu segon matrimoni, que el porta a relacionar-se amb una família d'ascendència noruega de Minnesota i com els costums i l'ambient d'aquesta el reconforten.
Algunes de les experiències vitals que es recullen en aquest dietari es poden resseguir en moltes de les novel·les que ha escrit. Per un costat tenim l'omnipresència del barri de Brooklyn en particular, però també de tot Nova York. També, hi té presència la mort que apareix a un Auster infant i que el marca molt, com el protagonista de Sunset Park, el coneixement de França que es pot trobar a Invisible, gran part d'aquesta biografia es pot llegir també a Leviatan, per bé que en aquesta ocasió els fets són explicats per Peter Aaron, un àlter ego del mateix autor... les casulitats, els jocs d'identitat, també hi tenen presència.
Ara bé, el resultat és d'allò més innovador en la narrativa d'aquest autor, ja que abandona la ficció per centrar-se en una autobiografia sincera i propera, amb algunes limitacions, però que s'atreveix a l'hora d'explicar intimitats i de mostrar febleses, però que el resultat final és que acaba reforçat com a autor.